# أغاثون (بابا الإسكندرية)
أغاثون الأول، بابا الإسكندرية وبطريرك الكرازة المرقسية للأقباط الأرثوذكس رقم 39. أصله من مريوط جنوب الإسكندرية، وأقام بطريركاً 18 سنة و9 أشهر و3 أيام في عهد الخليفة الأموي معاوية بن أبي سفيان، في الفترة من 9 يناير 662 حتى 13 أكتوبر 680 م، وتوفي.